# James Michael Gallagher
James Michael Gallagher (* 1860 in Kiltyclogher, County Leitrim; † 1925) war ein irischer Politiker und Oberbürgermeister von Dublin (Lord Mayor of Dublin).
Gallagher bekleidete für insgesamt zwei aufeinanderfolgen Amtszeiten, also vom 23. Februar 1915 bis zum 23. Februar 1917, das Amt des Oberbürgermeisters von Dublin, wobei seine zweite Amtszeit von dem Osteraufstand überschattet wurde.